# 堀田貴裕
堀田 貴裕（ほった たかひろ、1981年12月27日 - ）は、日本の俳優。
マネジメントは東映京都撮影所。東映剣会及び一般社団法人武士道剣会所属。京都府出身。

## 略歴
京都先端科学大学（旧：京都学園大学）卒業。東映京都俳優部・東映剣会に所属し、時代劇やドラマ、映画などに多数出演。東映剣会の会員として、東映太秦映画村などで殺陣を披露している。2021年には東映剣会の70周年記念公演に出演した。
朗読劇のジャンルでは、音楽家とのコラボレーションを積極的に行なっている。
2024年現在、京都芸術大学で舞台芸術学科の講師を務めている。
普通自動車免許、京都検定2級。趣味は寺社仏閣巡り。特技は殺陣、陸上競技。

## 主な出演作

### 映画
- 十三人の刺客 （2010年）
- 時代劇は死なず ちゃんばら美学考 （2015年）
- 無限の住人 （2017年）
- 天外者（2020年）
- CHAIN/チェイン （2021年）

### テレビドラマ
- 新・科捜研の女
- 科捜研の女Seson21
- 遺留捜査
- 薄桜鬼
- 水戸黄門 （TBS）
- 令和元年版 怪談牡丹燈籠
- スローな武士にしてくれ〜京都 撮影所ラプソディー〜（NHK BS）（2019年）
- 大岡越前
- メタル侍 （2009年）
- 京都地検の女（2010年）
- 忠臣蔵〜その男、大石内蔵助（2010年）
- ホンボシ〜心理特捜事件簿〜 （2011年）
- おみやさん（2011年）
- 武家の恥 （2017年）
- 名奉行!遠山の金四郎 （2018年）
- 十三人の刺客（2020年）
- おかしな刑事（2020年）
- 祈りのカルテ　研修医の謎解き診察記録 （2022年）
- 霊験お初〜震える岩〜（2024年）

### その他テレビ番組
- 歴史探偵「伊達政宗の策略」（2025年4月23日、NHK総合） - 伊達政宗 役

### 音楽朗読劇[10][11]
- 2025年5月 ピアノと香りで楽しむ音楽朗読劇《小野小町、ショパンを聞く』》[6][12]（主催：「夢の浮橋」制作企画）

- 2025年1月 『耳で読む戯曲ー哀ー』よりシェイクスピア原作/ふるたみゆき脚本『ロミオとジュリエット』朗読劇[13](主催：京都外国語大学・京都外国語短期大学 付属図書館)

- 2024年8月 ピアノと和歌で紡ぐ音楽朗読劇《時を超えて出会う ドビュッシーと藤原定家》[4](主催：「夢の浮橋」制作企画)
- 2023年5月 ピアノと朗読で紡ぐ音楽朗読劇「夢の浮橋」[14](主催：「夢の浮橋」制作企画)
- 2022年11月 「耳で読む時代小説」[15](主催：京都外国語大学・京都外国語短期大学 付属図書館)
- 2022年8月 響き合う朗読と音楽『旅するピアニストとフェルマータの大冒険』[5](主催：ノートルダム女学院中学高等学校オーケストラクラブ)